# Gorzki ryż
Gorzki ryż (wł. Riso amaro) – włoski dramat kryminalny z 1949 roku w reżyserii Giuseppe De Santisa, będący jego drugim filmem fabularnym. Uznaje się go za jedno ze sztandarowych dzieł włoskiego neorealizmu.

## Opis fabuły
Włochy po II wojnie światowej, panują nędza i bezrobocie. Film przedstawia historię wiejskich proletariuszek, bardzo ciężko pracujących na plantacjach ryżu w Lombardii.
Wątek kryminalny (kradzież diamentów) jest pretekstem dla ideologicznej wymowy filmu. W postać wiodącą - Silvanę, wcieliła się Silvana Mangano. Aktorka wprowadziła do filmu dużą dozę sex appealu i erotyzmu. Obraz cieszył się ogromnym powodzeniem u publiczności, gdyż De Santis zgrabnie połączył elementy komercyjne z neorealistyczną scenerią filmu i obserwacją codziennego życia.

## Obsada
- Vittorio Gassman − Walter
- Doris Dowling − Francesca
- Silvana Mangano − Silvana
- Raf Vallone − Marco
- Checco Rissone − Artiside
- Nico Pepe − Beppe
- Lia Corelli − Amelia
- Adriana Sivieri − Celeste
- Maria Capuzzo − Giulia

## Produkcja
Zdjęcia kręcono w Salasco (prowincja Vercelli) oraz w Rzymie (dworzec kolejowy San Lorenzo).